# Liburnijska velekamenjarka
Liburnijska velekamenjarka (lat. Europolybothrus liburnicus), vrsta špiljske strige s 30 nogu koja obitava na Velebitu. Otkrila ju je hrvatska biospeleologinja Ana Komerički.
Pronađena je u Plitkoj peći kod Gornjih Čabrića kraj Obrovca te u tri pećine na južnim padinama Crnopca na Južnom velebitu kod kanjona rijeke Krupe - u Skopuruši, Rašljekovcu i Bundalovoj pećini, kao i u Markovoj špilji, pećini sa slanakastom vodom nekoliko stotina metara od mora.